# Lepidodactylus pantai
Lepidodactylus pantai — вид геконоподібних ящірок родини геконових (Gekkonidae). Ендемік Індонезії. Описаний у 2017 році.

## Поширення і екологія
Lepidodactylus pantai мешкають на островах Кай-Кечіл і Кур в групі островів Кей у південно-східній частині Молуккського архіпелагу, можливо, також на островах Кай-Бесар і Там. Вони живуть серед вапнякових скель на морському узбережжі, рапляються в мангрових заростях.